# 5,5'-联糠醛
5,5'-联糠醛是一种有机化合物，化学式为C10H6O4。它可由5-溴糠醛在一氧化碳存在下、钯碳催化下还原偶联得到。它可以被硼氢化钠还原为5,5'-联糠醇（2,2'-联呋喃-5,5'-二甲醇）。